# Pauline Alderman
Edith Pauline Alderman (Lafayette 1893. január 16. – Los Angeles, 1983. október 11.) amerikai zenetudós, zeneszerző, a Dél-Kaliforniai Egyetem zenetörténeti tanszékének alapítója és első tanszékvezetője 1952 és 1960 között.

## Élete és pályafutása
Fiatalkorában zongorázni, orgonálni tanult, valamit angol és német irodalmat. A portlandi Washington High School középiskolába járt. 1916-ban kezdett angol irodalmat tanítani a McMinnville-i junior középiskolában.  Miközben Portlandben tanított, a Berkeley Kaliforniai Egyetem nyári zenei kurzusára járt 1918-ban. 1920 és 1923 között Carolyn Alchin tanítványa volt, miközben a portalndi konzervatóriumban tanított.
1923-ban a New York-i Zeneművészeti Intézet (a későbbi Julliard School) hallgatója lett, ahol Percy Goetschius zeneszerző oktatta. 1924-ben a claremonti Pomona College-on oktatott zeneelméletet és zenetörténetet. 1928 és 1930 között a Washingtoni Egyetemen tanított, majd a Dél-Kaliforniai Egyetemen, ahol PhD fokozatot is szerzett, 1946-os disszertációjának címe Antoine Boësset and the Air de Cour. Aldermannak Arnold Schönberggel is voltak órái.
1938-ban az Edinburghi Egyetemen Donald Francis Toveytól vett órákat. Doktori tanulmányait a Strasbourgi Egyetemen végezte. 1940-ben tért vissza a Dél-Kaliforniai Egyetemre tanítani, közben pedig Ernst Toch és Lucien Cailliet adott neki zeneszerzési leckéket. 1952-ben az álatala létrehozott zenetörténeti és zeneirodalmi tanszéknek lett az első tanszékvezetője. 1960-ban vonult nyugdíjba.

## Munkái
- Antoine Boesset and the Air de Cour, disszertáció (1946)
- A Survey of Vocal Literature (1952)
- Theme and Variations (1943–45)
- Pioneers of Music (1950)
- We Build a School of Music (1989)